# Guido van Woerkom
Guido van Woerkom (Arnhem, 9 augustus 1955) is een Nederlandse bestuurder. Tussen 1999 en 2014 was hij hoofddirecteur van de ANWB.

## Levensloop
Van Woerkom studeerde af in rechten aan de Universiteit Leiden in 1980. Na zijn studie werd hij secretaris bij de Raad voor het Filiaal- en Grootwinkelbedrijf. Albert Heijn haalde Van Woerkom in 1984 naar zijn supermarktconcern, waar hij meerdere management- en directeursfuncties bekleedde. In 1990 werd hij directeur en eigenaar van een communicatieadviesbureau in de BBDO Groep Nederland. Later trad hij toe tot het groepsbestuur. 
In augustus 1999 werd Van Woerkom directeur van de ANWB als opvolger van Paul Nouwen. Per augustus 2014 trad hij terug als ANWB-directeur. Zijn opvolger was Frits van Bruggen. Van Woerkom werd bij zijn afscheid geprezen als een zeer degelijke bestuurder die de ANWB op zeer vakkundige wijze leiding heeft gegeven.
Begin 2014 solliciteerde Van Woerkom naar de post van Nationale ombudsman als opvolger van Alex Brenninkmeijer. Op 5 juni stemde de Tweede Kamer in met zijn benoeming. Zijn benoeming ging echter niet zonder slag of stoot vanwege een negatieve opmerking die hij vier jaar daarvoor over Marokkaanse taxichauffeurs had gemaakt (en waar hij zich destijds voor had verontschuldigd), waardoor de Marokkaanse gemeenschap in Nederland alsook verscheidene politici bezwaar maakten tegen zijn benoeming. Twee weken later raakte hij weer in opspraak. Het bleek dat het vertrek van Van Woerkom bij de ANWB was geforceerd door de Raad van Commissarissen, omdat de ANWB een nieuwe periode inging. Ook werden er vraagtekens gezet bij de vertrekpremie die hij zou ontvangen. Hij besloot hierop zich terug te trekken voor de post van Ombudsman.
Ter gelegenheid van Koningsdag 2015 werd hij benoemd tot Officier in de Orde van Oranje-Nassau.

### Nevenfuncties
Van Woerkom heeft verschillende nevenfuncties, zoals president-commissaris van Evides N.V., van woningbouwcorporatie Ymere en de regionale investeringsmaatschappij Oost NV. Verder heeft of had hij verschillende toezichthoudende rollen als voorzitter van de Hotelschool, in de verkeersveiligheid als vicevoorzitter van de SWOV, lid van de raad van toezicht van het Nederlands Bureau voor Toerisme & Congressen (NBTC), non-executive member of the board van de MeteoGroup in Londen, lid van het bestuur van het Fonds Slachtofferhulp, lid van het dagelijks bestuur van werkgeversorganisaties VNO-NCW en voorzitter van de AWVN. Op voordracht van AWVN en VNO-NCW is hij lid van de Sociaal Economische Raad (SER). Sinds november 2015 is hij voorzitter van het bestuur van Detailhandel Nederland. Hiernaast is hij als voorzitter van de RVC betrokken bij Regionale ontwikkelingsmaatschappij Oost N.V. en voorzitter van de VTW. Hij is ook bestuurslid van de Stichting Car Claim, dat rechtszaken voert tegen fabrikanten van auto's met sjoemelsoftware.